# Šogo Taniguči
Šogo Taniguči (japonsko 谷口 彰悟), japonski nogometaš, * 15. julij 1991.
Za japonsko reprezentanco je odigral 16 uradnih tekem.